# Малашенко, Дмитрий Вадимович
Дмитрий Вадимович Малашенко (укр. Дмитро Вадимович Малашенко, род. 23 августа 1984, Донецк) — актёр Театра Романа Виктюка, участник группы телешоу «Большая разница» (2009—2014 и с 2024).

## Биография
Получил среднее образование в донецкой школе № 17. Окончил музыкальную школу по классу гитары. В 2005 году окончил Киевский национальный университет театра, кино и телевидения имени И. К. Карпенко-Карого. В этом же году был принят в труппу театра под руководством Романа Виктюка.
Дебютировал в роли Сергея Есенина в постановке «Сергей и Айседора» Р. Виктюка, предложив неожиданную трактовку образа совсем молодого поэта, непосредственного и открытого миру.
из интервью:

— Дмитрий, я слышала, что вы сами пришли к Виктюку…

— Так и было. Меня судьба к нему привела. Я давно наблюдал за его творчеством, оно меня вдохновляло и привлекало. Ещё когда я учился на втором курсе, Виктюк проводил у нас в университете мастер-класс. Мои однокурсники задавали ему вопросы, а я встал и сказал: «Роман Григорьевич, я буду у вас работать». От подобной наглости даже Виктюк ошалел, но возмущаться не стал и спокойно ответил: «Посмотрим, молодой человек!»
Потом, пока я учился, однокурсники меня терзали: «Ну шо, тебя взял Виктюк, чи не?». Я отвечал: подождите, ещё возьмет, а потом, когда меня уже записали в штат театра, я все равно никому не рассказывал об этом — боялся сглазить. Считаю, что мне повезло, потому что я оказался в нужное время в нужном месте — Роман Григорьевич искал своего Есенина, хотел видеть не заштампованное лицо в этом образе, а я как раз выпускался из университета. Обычно Виктюк берет в театр только выпускников своего курса.

С 19 августа по 23 сентября 2017 года и с 15 сентября по 22 декабря 2018 года вёл телепрограмму «Субботний вечер» в образе Максима Галкина.

## Личная жизнь
Жил в фактическом браке с актрисой Верой Сотниковой.
Официальная супруга (с 2012 года) — Екатерина Говоркова. Дочь Полина (2016 г.р.).

## Творчество

### Роли в театре

#### Независимый театральный проект
- 2012 — «Вы не по адресу»[2] по пьесе М. Камолетти — Жан-Поль
- 2013 — «Ножницы»[3] по пьесе Shear Madness[англ.] П. Портнера[англ.] — Михаил
- 2014 — «История любви»[4] по пьесе Ж. Сиблейрас — Филипп
- 2018 — «Ladies' night. Только для женщин Версия 2018»[5] по пьесе Энтони Маккартена, Стефана Синклера и Жака Коллара — Грехем

#### Другие театры
- «Сергей и Айседора», реж. Роман Виктюк — Сергей Есенин
- «Сон в летнюю ночь» реж. И. Селин — Лизандр
- «Мастер и Маргарита» реж. Роман Виктюк — Иван Бездомный
- «Скандал» реж. В. Саркисов — Пьер Монтень
- «Эдит Пиаф» Роман Виктюк — Легионер
- «Маленькие супружеские преступления» — Витольд
- «Непостижимая женщина, живущая в нас» — Лакснер
- «Кот в сапогах» — Петруша
- «Путаны» — Путти
- «Давай займемся сексом» — Ангел
- «Адам и Ева» реж. А. Кирющенко — Адам
- «Любовь не картошка, не выбросишь в окошко» продюсерский центр «ТеатрДом» — Виктор
- «Моя прекрасная Кэт» — Эдуард

### Работы в кино
- 2003 — «Роксолана-3»
- 2006—2012 — «Счастливы вместе» — Германий Ословский
- 2007—2013 — «След»
- 2007—2010 — «Путейцы»
- 2008 — «Своя правда» — Олег
- 2008 — «Час Волкова»-2 — бармен
- 2009 — «Отблески» — дежурный
- 2010 — «Маргоша» — Стас
- 2010 — «Ёлки» — пассажир такси
- 2011 — «Загадка для Веры» — Максим Галкин
- 2011 — «Говорит полиция!» — Андрей Лавров
- 2012 — «Метод Фрейда» — Лев Демьянов
- 2013 — «Не женское дело» — Игорь Баринов
- 2014 — «Неформат» — телеведущий
- 2015 — «Свадебная открытка» (короткометражный) — Андрей
- 2017 — «Я любить тебя буду, можно?» — друг Сергея
- 2017 — «По ту сторону смерти» — Геннадий Викторович Булавин ("Бублик")
- 2019 — «Поселенцы» — Костя Зимин